# Starbåt i segling vid olympiska sommarspelen 2000
Tävlingarna i starbåt i segling vid olympiska sommarspelen 2000 avgjordes 23–30 september 2000 i Sydney.

## Medaljörer
| Event   | Guld                                     | Silver                           | Brons                                   |
| Starbåt | Mark Reynolds och Magnus Liljedahl (USA) | Ian Walker och Mark Covell (GBR) | Torben Grael och Marcelo Ferreira (BRA) |

## Resultat
| Plats | Namn & nationalitet                             | Roll               | 1   | 2   | 3         | 4         | 5         | 6         | 7   | 8         | 9         | 10  | 11        | Totalt | Netto |
| ----- | ----------------------------------------------- | ------------------ | --- | --- | --------- | --------- | --------- | --------- | --- | --------- | --------- | --- | --------- | ------ | ----- |
| 01    | Mark Reynolds & · Magnus Liljedahl (USA)        | Styrman Besättning | -14 | 3   | -10       | 5         | 6         | 10        | 1   | 2         | 4         | 1   | 2         | 58     | 34    |
| 02    | Ian Walker & · Mark Covell (GBR)                | Styrman Besättning | 1   | -9  | -11       | 7         | 2         | 3         | 2   | 1         | 7         | 9   | 3         | 55     | 35    |
| 03    | Torben Grael & · Marcelo Ferreira (BRA)         | Styrman Besättning | 3   | -13 | 1         | 2         | 1         | 6         | 7   | 4         | 12        | 3   | OCS (-17) | 69     | 39    |
| 4     | Peter Bromby & · Lee White (BER)                | Styrman Besättning | 4   | -10 | 3         | 8         | 4         | 1         | -12 | 7         | 6.3       | 8   | 4         | 67.3   | 45.3  |
| 5     | Ross MacDonald & · Kai Bjorn (CAN)              | Styrman Besättning | 7   | 5   | 13        | 4         | -14       | 5         | 3   | OCS (-17) | 5         | 5   | 1         | 79     | 48    |
| 6     | Mark Neeleman & · Jos Schrier (NED)             | Styrman Besättning | 5   | 7   | 7         | -11       | 8         | 4         | -15 | 6         | 1         | 4   | 8         | 76     | 50    |
| 7     | Colin Beashel & · David Giles (AUS)             | Styrman Besättning | 8   | 8   | 6         | 1         | 3         | 2         | 8   | 9         | DSQ (-17) | -12 | 6         | 80     | 51    |
| 8     | José van der Ploeg & · Rafael Trujillo (ESP)    | Styrman Besättning | 2   | 4   | DSQ (-17) | 3         | 11        | 7         | 4   | 10        | 3         | 11  | OCS (-17) | 89     | 55    |
| 9     | Gavin Brady & · Jamie Gale (NZL)                | Styrman Besättning | -16 | 1   | 5         | 9         | 5         | 15        | 6   | 5         | 2         | -16 | 9         | 89     | 57    |
| 10    | Pietro D'Ali & · Ferdinando Colaninno (ITA)     | Styrman Besättning | 9   | 2   | 8         | 6         | 13        | 12        | 10  | OCS (-17) | DNC (-17) | 2   | OCS (17)  | 113    | 79    |
| 11    | Leonidas Pelekanakis & · Dimitrios Boukis (GRE) | Styrman Besättning | 6   | 11  | -15       | -14       | 12        | 13        | 5   | 11        | 9         | 6   | 7         | 109    | 80    |
| 12    | Marc Aurel Pickel & · Thomas Auracher (GER)     | Styrman Besättning | 11  | 6   | 2         | 13        | 10        | 8         | 11  | 13        | 8         | -15 | DSQ (-17) | 114    | 82    |
| 13    | Mats Johansson & · Leif Möller (SWE)            | Styrman Besättning | -12 | -16 | 9         | 12        | 9         | 11        | 9   | 8         | 10        | 7   | 10        | 113    | 85    |
| 14    | Mark Mansfield & · David O'Brien (IRL)          | Styrman Besättning | -15 | 12  | 12        | 10        | 7         | 9         | 13  | 3         | 11        | 13  | OCS (-17) | 122    | 90    |
| 15    | Flavio Marazzi & · Renato Marazzi (SUI)         | Styrman Besättning | 13  | 14  | 4         | DSQ (-17) | DSQ (-17) | DNF (-17) | 16  | 12        | 6         | 10  | 5         | 131    | 97    |
| 16    | Eduardo Farre & · Mariano Daniel Lucca (ARG)    | Styrman Besättning | 10  | -15 | 14        | 15        | DNC (-17) | 14        | 14  | 14        | 13        | 14  | 11        | 151    | 119   |